# WWE Superstar Shake-up (2017)
El WWE Superstar Shake-up 2017 fue el undécimo Draft producido por la promoción de lucha libre profesional estadounidense WWE. Fue un evento de dos días que tuvo lugar en los episodios del 10 de abril y del 11 de abril de Raw y Smackdown Live, respectivamente. Raw fue transmitido desde el Nassau Veterans Memorial Coliseum en Uniondale, Nueva York, mientras que Smackdown Live fue transmitido desde el TD Garden en Boston, Massachusetts.

## Antecedentes
En el episodio del 3 de abril de Raw, el presidente de la WWE Vince McMahon anunció que en los episodios del 10 y 11 de abril de Raw y SmackDown Live, respectivamente, sería «hora de sacudir las cosas por aquí», anunciando efectivamente el Draft de 2017 o lo que fue etiquetado como «Superstar Shake-up». En lugar de un Draft tradicional, el gerente general de Raw Kurt Angle y el gerente general de SmackDown Live Daniel Bryan, tuvieron la «oportunidad de hacer negocios, ofertas y otros movimientos, que sientan totalmente en forma».

## Resultados

### Raw(10 de abril)
- The Revival (Scott Dawson & Dash Wilder) derrotó a The New Day (Big E & Xavier Woods).[3]
  - Wilder cubrió a Woods después de un «Shatter Machine».
- Nia Jax derrotó a Charlotte Flair.[3]
  - Jax cubrió a Flair después de un «Samoan Drop».
- Finn Bálor derrotó a Jinder Mahal.[3]
  - Bálor cubrió a Mahal después de un «Coup de Grâce».
  - Después de la lucha, Bray Wyatt apareció para interrumpir la celebración de Bálor, anunciando su transferencia a Raw.
- Sami Zayn derrotó a The Miz (con Maryse).[3]
  - Zayn cubrió a The Miz con un «Roll-up».
  - Durante la lucha, Maryse interfirió a favor de The Miz.
- The Hardy Boyz (Matt & Jeff Hardy) & Cesaro & Sheamus derrotaron a Luke Gallows & Karl Anderson & The Shining Stars (Primo & Epico).[3]
  - Jeff cubrió a Primo después de un «Swanton Bomb».
- El Campeón Intercontinental Dean Ambrose derrotó al Campeón de los Estados Unidos Kevin Owens.[3]
  - Ambrose cubrió a Owens después de un «Dirty Deeds».
  - Después de la lucha, Chris Jericho atacó a Owens con un «Codebreaker».
  - Ninguno de los dos campeonatos estaban en juego.

### SmackDown Live(11 de abril)
- El Campeón de la WWE Randy Orton derrotó a Erick Rowan por descalificación.[4]
  - Rowan fue descalificado luego de atacar a Orton con una escalera metálica.
  - Después de la lucha, Rowan atacó a Orton.
  - El Campeonato de la WWE de Orton no estuvo en juego.
- The Usos (Jey Uso & Jimmy Uso) derrotaron a American Alpha (Jason Jordan & Chad Gable) y retuvieron el Campeonato en Parejas de SmackDown.[4]
  - Jimmy cubrió a Gable después de un «Samoan Kick» de Jey y un «Uso Splash».
  - Después de la lucha, The Shining Stars atacaron a American Alpha, anunciando su transferencia a SmackDown Live.
- Mojo Rawley derrotó a Jinder Mahal.[4]
  - Rawley cubrió a Mahal después de un «Running Forearm Smash».
  - Durante el combate, Rob Gronkowski interfirió a favor de Rawley.
- Tye Dillinger derrotó a Aiden English.[4]
  - Dillinger cubrió a English después de un «Tye Breaker».
- AJ Styles derrotó a Sami Zayn y Baron Corbin y ganó una oportunidad por el Campeonato de los Estados Unidos.[4]
  - Styles cubrió a Zayn después de un «Phenomenal Forearm».

## Selecciones

### Raw
La siguiente es la lista de luchadores y otro personal que cambió de marca en el episodio del 10 de abril de Raw. Las primeras y últimas entradas ocurrieron antes y después del episodio, respectivamente.
| Sel. # | Transferido a: | Luchador/a (Nombre real) | Transferido desde: | Notas |
| ------ | -------------- | ------------------------ | ------------------ | --- |
| 1      | Raw            | Apollo Crews             | SmackDown Live     | Anunciado antes de Raw a través de los medios sociales de la WWE.                                                   |
| 2      | Raw            | The Miz y Maryse         | SmackDown Live     | |
| 3      | Raw            | Dean Ambrose             | SmackDown Live     | Campeón Intercontinental. Además, el Campeonato Intercontinental pasó a convertirse en el título secundario de Raw. |
| 4      | Raw            | Curt Hawkins             | SmackDown Live     | |
| 5      | Raw            | Bray Wyatt               | SmackDown Live     | |
| 6      | Raw            | Kalisto                  | SmackDown Live     | |
| 7      | Raw            | Heath Slater & Rhyno     | SmackDown Live     | Enviados a Raw como equipo.                                                                                         |
| 8      | Raw            | Alexa Bliss              | SmackDown Live     | |
| 9      | Raw            | Mickie James             | SmackDown Live     | |
| 10     | SmackDown Live | Byron Saxton             | Raw                | Anunciado después de Raw a través de los medios sociales de la WWE. Enviado a cambio de David Otunga.               |
| 11     | Raw            | David Otunga             | SmackDown Live     | Anunciado después de Raw a través de los medios sociales de la WWE. Enviado a cambio de Byron Saxton.               |

### SmackDown Live
La siguiente es la lista de luchadores que cambiaron de marca en el episodio del 11 de abril de SmackDown Live. La primera entrada ocurrió antes del episodio.
| Sel. # | Transferido a: | Luchador/a (Nombre real)                          | Transferido desde: | Notas |
| ------ | -------------- | ------------------------------------------------- | ------------------ | --- |
| 1      | SmackDown Live | Jinder Mahal                                      | Raw                | Anunciado antes de SmackDown Live a través de los medios sociales de la WWE. |
| 2      | SmackDown Live | Kevin Owens                                       | Raw                | Campeón de los Estados Unidos. Si Chris Jericho gana el Campeonato de los Estados Unidos en Payback, también será enviado a SmackDown Live. Además, el Campeonato de los Estados Unidos pasó a convertirse en el título secundario de SmackDown Live. |
| 3      | SmackDown Live | Sami Zayn                                         | Raw                | |
| 4      | SmackDown Live | The Shining Stars (Primo & Epico )                | Raw                | Enviados a SmackDown Live como equipo. |
| 5      | SmackDown Live | Tamina                                            | Agente libre       | Tamina no fue transferida en el draft de 2016 porque estaba inactiva por lesión. El Superstar Shake-up fue su primera aparición en la televisión de la WWE desde antes del draft de 2016.                                                             |
| 6      | SmackDown Live | Charlotte Flair                                   | Raw                | |
| 7      | SmackDown Live | Sin Cara                                          | Raw                | |
| 8      | SmackDown Live | Rusev                                             | Raw                | Actualmente fuera de acción debido a una cirugía de hombro que recibió en marzo de 2017. |
| 9      | SmackDown Live | Lana                                              | Raw                | Enviada como luchadora, por separado de su marido Rusev. |
| 10     | SmackDown Live | The New Day (Big E, Kofi Kingston y Xavier Woods) | Raw                | Enviados a SmackDown Live como stable. Kofi Kingston se encontraba fuera de acción debido a una lesión en el tobillo. Pese a eso, Kingston también fue transferido a SmackDown Live, para acompañar a sus compañeros de The New Day.                  |